# Kunowice
Kunowice (Kunersdorf in tedesco) è una frazione della Polonia, parte del comune di Słubice, nel voivodato di Lubusz. Nel 2008 contava 700 abitanti.

## Geografia fisica
La frazione si trova a pochi km ad est di Słubice, vicino a Puszcza Rzepińska e Rzepin, ed alla frontiera tedesco-polacca di Słubice.

## Storia
Il 12 agosto 1759 alla battaglia di Kunersdorf l'esercito di Federico il Grande di Prussia fu completamente distrutto a Kunowice dagli eserciti russo e austriaco.